# На Дальнем Западе
«На Дальнем Западе» (итал. Sulle frontiere del Far-West) — приключенческий роман Эмилио Сальгари, впервые изданный в 1908 году в Милане, а позже перепечатанный в 1929 году. Книга открывает трилогию «Приключения на Дальнем Западе». Продолжение истории опубликовано в произведении «Охотница за скальпами» 1909 года.

## Сюжет
Действие романа происходит в начале XIX века на Диком Западе во время борьбы белых колонизаторов с местным индейским населением. Главные герои — полковник Девандель, ветеран войн с индейцами, воюющий во главе отряда в пятьдесят человек, и Ялла, дочь главы племени сиу. Девандель в молодости попал в плен к индейцам и был вынужден жениться на Ялле, но потом бежал от неё. С центре сюжета — борьба Деванделя с индейцами и месть Яллы Деванделю.

## Издания

#### На итальянском языке
- Emilio Salgari. Sulle Frontiere del Far West, Casa Editrice Sonzogno, 1908 (1929), p. 264.
- Emilio Salgari. Sulle frontiere del Far-West, Salgariana, Ugo Mursia, 1973, p. 213.

#### На русском языке
- Эмилио Сальгари. На Дальнем Западе / Перевод: М. К. Первухин, 1910, с. 262[3].
- Эмилио Сальгари. На Дальнем Западе / Перевод: М. К. Первухин; под редакцией А. Михайлиной — Издатель Book Chamber International, 1992, с. 262, ISBN 978-5-850202031-2.
- Эмилио Сальгари. На Дальнем Западе — Издатель АСТ, 2011, с. 262, ISBN 978-5-17-074116-8.

#### На украинском языке
- Еміліо Сальгарі. На Далекому Заході — Издатель Книжковий клуб «Клуб сімейного дозвілля», 2019, с. 262, ISBN 978-617-12-6279-9.